# 尚佩恩縣 (伊利諾伊州)
尚佩恩縣（英語：Champaign County）是位於美国伊利诺伊州東部的一個縣，面積2,584平方公里。根據2020年美國人口普查，共有人口20萬5,865人。縣治厄巴納（Urbana）。该县成立於1833年2月20日，此前该地是弗米利恩县的一部分。县名和县治的名字來自倡導成立該縣的州議員（來自俄亥俄州的同名縣，是法语「平原」的意思）。尚佩恩县是美国普查局认定的尚佩恩-厄巴纳都会区的一部分，其核心是该县境内的尚佩恩-厄巴纳双子城。